# Max Bielefeldt
Carl Max Hermann Bielefeldt (* 6. Juli 1854 in Groß Garz, Altmark; † 21. Juni 1927 in Hannover) war ein deutscher Sprengstoffchemiker und Industrieller.

## Leben
Max Bielefeldt war ein Sohn von August Ferdinand Friedrich Bielefeldt und dessen Ehefrau Agnes Pauline, geb. Donath. Nach Ende seiner schulischen Ausbildung studierte er an der Technischen Hochschule Hannover Chemie. 1874 wurde er hier Mitglied des Corps Slesvico-Holsatia.
An der Georg-August-Universität Göttingen wurde er 1880 mit seiner Doktorarbeit in Organischer Chemie zum Dr. phil. promoviert. Er war danach in Kalk bei Köln als Sprengstoffchemiker tätig und fabrizierte Sprengstoffe in Mülheim bei Köln.
1891 gründete er als führende Persönlichkeit eines Konsortiums, dem unter anderem Hugo Stinnes, Gustav Poensgen und Hugo von Gahlen angehörten, in Düsseldorf die Westfälisch-Anhaltische Sprengstoff-Actien-Gesellschaft (WASAG), zu deren Generaldirektor er ernannt wurde. Die Gründung der WASAG erfolgte zum Aufbrechen des Sprengstoffmonopols der Dynamit AG. Nachdem die WASAG von dem Zündwarenfabrikanten Alexis Bischof die Konzession zur Errichtung einer Sprengstofffabrik in Coswig übernommen hatte, errichtete er dort ein Werk zur Produktion der für die Herstellung von Sprengstoffen erforderlichen Grundchemikalien Schwefelsäure, Salpetersäure und Glycerin, sowie das Werk Reinsdorf zur Herstellung von Dynamit, Salpeter, Schießbaumwolle, Westfalit, Sprengsalpeter und anderen Sprengstoffchemikalien. 1907 übergab er die Leitung des Unternehmens an Wilhelm Landmann.

## Familie
Max Bielefeldt heiratete am 2. Mai 1892 in Frankfurt am Main Johanne Meÿer, Tochter der Eheleute Johann Georg und Emma Caroline Ida Meÿer.

## Schriften und Patente
- Ueber die Derivate des Isodurols. Justus Liebigs Annalen der Chemie, Bd. 198 (1879), S. 380–388
- Ueber Isodurolsulfosäure und über die Oxydation des Isodurols, 1880
- Die neueren Sicherheits-Sprengstoffe. Ein Beitrag zur Lösung der Kohlenstaub- und Schlagwetter-Frage, 1890 (In: Glückauf, Essen, Jg. 26.)
- Explosive Compound. 1886, US-Patent 340276
- Safety Explosive, 1896, US-Patent 565593
- Explosive, 1900, US-Patent 650225
- Improvement in Priming Compositions or Charges for Percussion Caps and Detonators, 1901, GB-Patent 23889
- Nitroglycerin Explosive, 1905, US-Patent 799705